# Enlil-kudurri-usur
Enlil-kudurri-usur byl asyrským králem. Nevíme, kdy přesně vládl. S největší pravděpodobností tomu tak byl v letech 1187–1183 př. n. l. nebo 1197–1193 př. n. l. Byl synem Tukulti-Ninurty I., ale na trůn nastoupil po smrti svého synovce Aššur-niráriho III. Na počátku své vlády prohrál bitvu s babylonským vojskem pod vedením Adad-Šuma-Ušura. V průběhu bitvy byl i zajat, což mělo za důsledek krátkodobou dominanci Babylonu nad Asýrií.
 Později ho z trůnu svrhl Ninurta-apil-Ekur.